# 銀河ロケットにお葉書ください
『銀河ロケットにお葉書ください』（ぎんがロケットにおはがきください）は、原案・脚本：太田垣康男、 作画：太田優姫による日本の漫画作品。『ビッグガンガン』（スクウェア・エニックス）にて、2015年5号から2016年9号まで連載。

## あらすじ
「最期の葉書に あなたは何を書き 何を残しますか？」
「10か月後に巨大隕石が地球に衝突。地球消滅は回避できず、人類滅亡は決定的となりました」
この事態に到り、日本政府は『銀河ロケット事業団』を設立し、専用葉書を国民全員にひとり一枚ずつ配布。集まった最期の言葉・メッセージを特殊技術でプレートに縮小し、宇宙船『銀河ロケット号』に搭載し銀河に向けて打ち上げる。私達が生きていた証しを携え、銀河ロケット号は遠い銀河へと旅立つ。 
世界の終わりを迎える人々の想いや行動が交錯して生ずるヒューマンドラマが、オムニバス形式で紡がれていく。

## 登場人物
槇村ひさえ
雪の降る街の産婦人科医院で助産師を務める。性格は悪くないが、表情は固く、自分の気持ちを素直に出すのが苦手。地球滅亡の日が近づき、周囲も慌ただしくなるが、冷静な態度を崩さない。銀河ロケットの葉書も「書かない」と言うが、恋人との関係の変化や、周囲の暖かい人々との関わりをきっかけに、幼いころから閉じ込めてきた自分のこころと向かい合うようになっていく。

## 書誌情報
- 太田垣康男 『銀河ロケットにお葉書ください』 スクウェア・エニックス〈ビッグガンガンコミックス〉、全2巻
  1. 2015年10月24日発売、ISBN 978-4-7575-4781-0
  2. 2016年10月25日発売、ISBN 978-4-7575-5141-1